# Kasandra Bradette
Pour les articles homonymes, voir Bradette.
Kasandra Bradette est une patineuse de vitesse sur piste courte québécoise, membre de l'équipe nationale du Canada.

## Biographie
Bradette naît le 10 octobre 1989 à Saint-Félicien, au Québec. Elle étudie la biochimie à l'université du Québec à Montréal.
Son père veut l'inscrire à un cours de hockey sur glace, mais elle voit la patineuse Marie-Ève Drolet remporter les championnats du monde junior en 2000 et demande à commencer le patinage de vitesse sur piste courte à la place. Elle porte toujours les mêmes boucles d'oreilles pendant ses compétitions, comme un porte-bonheur.
Elle est en couple avec son coéquipier Samuel Girard.

## Carrière
En 2016, elle remporte le bronze au 1 000 mètres pendant les Championnats du monde.
En 2017, elle participe au circuit de Coupe du monde. Pendant la première manche, à Budapest, elle obtient l'argent avec son équipe de relais composée de Valérie Maltais, Marianne St-Gelais et Jamie Macdonald. À la deuxième manche, elle obtient la troisième place avec la même équipe. À la troisième manche, elle prend un penalty en quarts de finale du 500 mètres. Au relais, l'équipe, où Valérie Maltais est remplacée par Kim Boutin, est disqualifiée en finale A et finit quatrième du classement. Lors de la dernière manche de la Coupe du monde, en novembre 2017 à Séoul, elle remporte la finale B du 500 mètres et est donc cinquième du classement de la distance. Le 24 mai 2019, elle annonça sa retraite du monde du patinage de vitesse sur courte piste.